# 大阪市立松之宮小学校
大阪市立松之宮小学校（おおさかしりつ まつのみやしょうがっこう）は、大阪府大阪市西成区にあった公立小学校。

## 概要
西成区の北西部に立地していた。1927年に開校し、1947年の学制改革によって大阪市立松之宮小学校となった。
しかし地域の児童減少により統廃合計画が持ち上がり、大阪市立梅南津守小学校に統合される形で2021年度に大阪市立まつば小学校が設置されたことに伴い、2021年3月に閉校した。

## 沿革
学校所在地付近では大正時代以降急速に宅地化し、それに伴い地域の児童数も急増して次々と小学校が設置されていった。そのため周辺の今宮第一小学校（のちの大阪市立弘治小学校）・今宮第二小学校（現在の大阪市立長橋小学校）・今宮第五小学校（現在の大阪市立橘小学校）の3校の校区を再編する形で、1927年4月1日付で大阪市今宮第六尋常小学校として開校した。開校から閉校まで同じ場所に校舎があった。
1938年には、さらなる児童数の増加により周辺校の校区を再編して梅南尋常小学校（のちの大阪市立梅南小学校）が新設されたことに伴い、従来の校区の一部を梅南尋常小学校校区へ編入し、校区を縮小している。
1941年には国民学校令により大阪市松之宮国民学校に改称している。大阪市では国民学校への改編の際、従来「地域名＋学校設置順の番号」形式で命名されていた学校については番号での校名を廃止する方針もあわせて出された。これに伴い、地域（旧木津村）の松之宮神社（敷津松之宮西成旅所）からとった松之宮の校名が採用されている。
1944年には大阪市を含む大都市の国民学校児童を対象に学童疎開が指示された。学童疎開は縁故を原則としたが、縁故に頼れない児童には学校から集団疎開を実施することになった。大阪市では各行政区ごとに集団疎開先の府県を割り当て、西成区の国民学校では大阪府南部（泉州地域）および和歌山県方面への疎開が決まった。松之宮国民学校の児童は1944年9月8日に和歌山県有田郡箕島町・保田村（いずれも現在の有田市）へ出発し、終戦後の1945年秋まで約1年間同地に集団疎開した。
1947年の学制改革により、大阪市立松之宮小学校に改称した。

### 統廃合、閉校
大阪市学校適正配置審議会は2010年、「今後の学校配置の適正化の進め方について（答申）」を出した。答申によると、小規模校では単学級が固定化することにより児童間の人間関係が固定化する状況が生まれること、また教員の配置が少なくなり同学年の教員での指導方法の打ち合わせなどができなくなったり一人で複数の校務を分担することになるなどの負担が出るなど、デメリットがあるなどとして、一定の規模を下回る状況が続くと見込まれる学校については、近隣校との統廃合も含めた再編を検討するとした。統廃合対象校の選定については、児童数・学級数・将来的な児童数の推移予測などの複数の基準を示し、基準ごとに優先順位を付けて着手するとした。
この方針を具体化させる形で、他地域よりも児童数減少の傾向が進んでいた西成区北西部での小学校の再編が検討されることになった。
松之宮小学校は全学年1学級の単学級の状況が続く小規模校となっていた。このため大阪市教委の再編整備の対象校となった。松之宮小学校は、近隣にあり同じ梅南中学校の校区内の小学校にもあたる梅南津守小学校との再編方針が具体化されることになった。
地域との折衝を経て、2021年度に梅南津守小学校と松之宮小学校を再編し、従来の梅南津守小学校の敷地に統合校の大阪市立まつば小学校を設置することにした。統合に際して、松之宮地域から統合校となるまつば小学校への通学路を整備する、統合校で一緒に学ぶことになる梅南津守小学校の児童との交流の機会を設けるなどの措置がとられた。
2020年5月に大阪市会で、梅南津守小学校と松之宮小学校を統合する条例案が可決された。2021年4月1日付で従来の梅南津守小学校の校舎・校地を継承する形で、大阪市立まつば小学校を設置した。これにともない松之宮小学校は2021年3月31日付で閉校となっている。

### 年表
- 1927年4月1日 - 大阪市今宮第六尋常小学校として創立。
- 1938年4月1日 - 校区の一部を、新設の大阪市梅南尋常小学校の校区へ分離編入。
- 1941年4月1日 - 国民学校令により、大阪市松之宮国民学校へ改称。
- 1947年4月1日 - 学制改革により、大阪市立松之宮小学校へ改称。
- 1950年9月3日 - ジェーン台風で被災し、校舎が大破。
- 1973年4月1日 - 大阪市教育委員会から、同和教育推進校に指定される。
- 1976年5月10日 - 大阪市教育委員会から、社会科の教育研究校に指定される。
- 2001年 - モデル校として、個別対応給食を実施。
- 2021年3月31日 - 閉校。
- 2021年4月1日 - 大阪市立まつば小学校へ統合。

## 学校跡地
学校跡地の活用については、2022年時点では未定となっている。西成区役所と地域での跡地活用方法の検討・協議が続いている。
閉校後の2021年度以降は暫定的に、選挙での投票所、災害時の避難所、生涯学習やスポーツ事業などの地域活動での利用をおこなっている。

## 通学区域
- 大阪市西成区 長橋3丁目（一部）、鶴見橋2丁目（一部）、鶴見橋3丁目、旭2丁目（一部）、旭3丁目。

卒業生は大阪市立梅南中学校へ進学していた。

## 交通
- Osaka Metro四つ橋線 花園町駅 西へ約900m。
- 南海汐見橋線 津守駅 南東へ約800m。
- 南海高野線 萩ノ茶屋駅 西へ約1km。
- 大阪シティバス 旭二丁目バス停、梅南津守小学校前バス停[注釈 1]。